# At-Tajjiba al-Gharbijja
At-Tajjiba al-Gharbijja (arab. الطيبة الغربية) – miejscowość w Syrii, w muhafazie Hims. W 2004 roku liczyła 4086 mieszkańców.